# Alexander Michel
Alexander Michel (sinh ngày 14 tháng 11 năm 1992) là một cầu thủ bóng đá người Thụy Điển gốc Liban thi đấu cho AFC Eskilstuna ở vị trí trung vệ.